# Мартушьелло, Джованни
Джованни Мартушьелло (итал. Giovanni Martusciello; род. 19 августа 1971, Искья, Кампания) — итальянский футболист и футбольный тренер.

## Биография
В качестве игрока выступал за ряд клубов разных лиг. Долгое время играл у Лучано Спалетти в «Эмполи», с которым полузащитник проделал путь до Серии А. Всего в элите Мартушьелло провёл 50 матчей и забил 6 голов. После завершения карьеры вошёл в тренерский штаб «Эмполи», где он работал со многими известными итальянскими специалистами. В сезоне 2017/18 Мартушьелло самостоятельно возглавлял «синих». Тренерский самостоятельный дебют не удался: по итогам сезона «Эмполи» покинул Серию А. При этом Джованни вместе с Давиде Николой из «Кротоне» с зарплатой в 200 тысяч евро в год считался самым малооплачиваемым наставником в итальянском чемпионате.
Затем Мартушьелло работал в штабах Спалетти и Маурицио Сарри в «Интернационале» , «Ювентусе» и в «Лацио». 13 марта 2024 года после ухода Сарри с поста главного тренера «Лацио» исполнял обязанности наставника в победном матче против «Фрозиноне» (3:2).
3 июля 2024 года специалист вернулся к самостоятельной работе, возглавив выбывшую из Серии А «Салернитану».